# Anthony Prezman
 (mai 2022).
Si vous disposez d'ouvrages ou d'articles de référence ou si vous connaissez des sites web de qualité traitant du thème abordé ici, merci de compléter l'article en donnant les références utiles à sa vérifiabilité et en les liant à la section « Notes et références ».
Anthony Prezman est un traducteur français, spécialisé dans la traduction de manga, du japonais au français. Il signait à ses débuts sous le pseudonyme d'Ebichu.

## Biographie
Traducteur indépendant, il traduit de nombreux mangas pour plusieurs éditeurs comme Glénat, Casterman, Vega Édition, Tonkam et Delcourt. En 2005, il co-anime les conférences du pole manga au Festival de la Bande-dessinée d'Angoulême avec le journaliste Bertrand Rougier. Il y rencontre Satoko Fujimoto avec laquelle, jusqu'à ce jour, il traduit en binôme des mangas, se chargeant de la partie adaptation. En 2006, il est le co-auteur avec Julien Bastide du Guide des Mangas aux éditions Bordas, auquel participent Nathalie Bougon et Matthieu Pinon. Reconnu comme spécialiste dans son domaine, il réalise des conférences sur le sujet.
Après plusieurs années passées à Paris, il s'installe à Muret en 2011 où il donne des cours de japonais. En 2018, il crée avec Malou Blazy, illustratrice française, « Planète Manga », une école dédiée au manga. Des cours de japonais, de dessins et de création de mangas y sont proposés. En 2020 il crée le site internet JLPT Easy, une plateforme d'apprentissage du japonais qui propose le Hiyoko Japanese Level Test, des examens de japonais complets en ligne pour débutants, construits selon les mêmes règles que le JLPT (Test d'évaluation en japonais) : les niveaux N6, N7 et N8. Mais des soucis techniques provoquent sa fermeture définitive en septembre 2024. En 2021 il crée avec son ami dessinateur FAHAR la série d'animation TAKAKANA (des cours de japonais ludiques et didactiques). Les 3 premiers épisodes (inédits) sont doublés par Brigitte Lecordier.
En janvier 2025, il co-publie en auto-édition le livre La déconstruction primordiale.

## Contributions chez Glénat
De 1997 à 2009, il travaille aux éditions Glénat, d'abord en tant que pigiste pour le magazine de prépublication Kaméha, puis en tant que spécialiste manga et assistant éditorial. Son rôle consiste alors à proposer des séries japonaises pour que l'éditeur Grenoblois en fasse l'acquisition pour le marché français. Les oeuvres en question sont : Mermaid Forest, Neon Genesis Evangelion, La dame de la chambre close, Berserk, Touch, Parasite, Eyeshield 21, Transparent, Urusei Yatsura, L'école emportée et Baptism. Il insiste pour imposer le sens de lecture original, le respect des onomatopées japonaises, et un format plus proche du tankobon. Il suggère aussi de scinder la collection manga en 3 catégories : shônen, shôjo et seinen, afin de permettre à l'éditeur de se démarquer. Le premier titre qui bénéficie de ce choix est La dame de la chambre close, premier manga catégorisé "seinen" de l'éditeur. Il crée le Club Sailor Moon et rédige le contenu d'une newsletter manga mensuelle disponible en librairie. Il introduit également pour la première fois le format Bunko : une édition luxueuse, de petit format, qui est utilisée sur L'école emportée, Baptism et Urusei Yatsura. Malheureusement, ce format populaire au Japon pour diverses raisons (papier blanc de haute qualité, reliure souple malgré le double du nombre de pages d'un format poche classique) ne trouve pas son public en France et est rapidement abandonné par l'éditeur.

## Œuvres

### Publications
- Anthony Prezman et Julien Bastide, Guide des mangas : Les 100 séries indispensables, Éditions Bordas, septembre 2006, 288 p. (ISBN 978-2-0473-2140-9)

### Traductions
Les séries avec une * sont traduites et adaptées en solo, les autres sont adaptées sur une traduction de Satoko Fujimoto
- 1998 : Mermaid Forest* de Rumiko Takahashi
- 2004 : L'École emportée* de Kazuo Umezu
- 2006 : Baptism de Kazuo Umezu
- 2006-2015 : Claymore de Norihiro Yagi
- 2007-2008 : Brothers de Sho-U Tajima
- 2008 : Oh-Roh et Oh-Roh Den de Kentarô Miura et Buronson
- 2008-2010 : Ultra Heaven de Keiichi Koike
- 2008-2012 : Shin Chan saison 2 de Yoshito Usui
- 2008-2013 : Neuro de Yûsei Matsui
- 2008-2013 : Neon Genesis Evangelion - Plan de complémentarité Shinji Ikari de Osamu Takahashi
- 2008-2014 : Neon Genesis Evangelion vol. 6 à 10* et vol. 11 à 14 de Yoshiyuki Sadamoto
- 2009 : Heaven's Door de Keiichi Koike
- 2009-2010 : The essential Evangelion chronicle - Side A / Side B
- 2009-2010 : Arakure - Princesse Yakuza de Kiyo Fujiwara
- 2010 : Evangelion - Chronicle Illustrations
- 2009-2012 : Docteur Slump (Perfect Edition) d'Akira Toriyama
- 2011 : Neon Genesis Evangelion : Gakuen Datenroku de MING Ming
- 2011-2015 : Scary Lesson de Emi Ishikawa
- 2012 : The Earl and the Fairy de Ayuko ; d'après une œuvre de Mizue Tani
- 2012 : One Piece vol. 61 et 62 de Eiichirō Oda
- 2012 : One Piece Color Walk tome 3 (Lion) et tome 4 (Eagle) de Eiichirô Oda
- 2014 : Stardust Crusaders vol. 14 à 16 (Jojo's bizarre adventure part 3) de Hirohiko Araki
- 2014 : Phantom Blood (Jojo's bizarre adventure part 1) de Hirohiko Araki
- 2014-2016 : Minimum de Maya Miyazaki
- 2014-2016 : Steel Ball Run vol. 8 à 24 (Jojo's bizarre adventure part 7) de Hirohiko Araki
- 2015 : Battle Tendency (Jojo's bizarre adventure part 2) de Hirohiko Araki
- 2015-2016 : Diamond is Unbreakable (Jojo's bizarre adventure part 4) de Hirohiko Araki
- 2015-2016 : Kokkoku de Seita Horio
- 2016 : Rumic World 1 or W de Rumiko Takahashi
- 2016-2022 : Jojolion (Jojo's bizarre adventure part 8) de Hirohiko Araki
- 2016-2019 : Jojo's - Rohan Kishibe de Hirohiko Araki
- 2017 : À la folie... Pas du tout ! de Sora Ono
- 2019 : Proche Horizon de Ayuko
- 2019-2022 : The Red Rat in Hollywood de Osamu Yamamoto
- 2020-2021 : Maison Ikkoku (Perfect Edition) de Rumiko Takahashi
- 2021 : My Capricorn Friend de Otsuichi et Masaru Miyokawa
- 2025 : Ao Ashi* vol. 26 et 27 de Yûgo Kobayashi
- 2025 : The Irregular of the Royal Academy of Magic* de Yusura Kankitsu et Fumi Nagatsuki

Anime
- 1996 : Neon Genesis Evangelion (série TV) en collaboration avec David Deleule
- 2016 : Jojo's Bizarre Adventure : Diamond is Unbreakable (version A.D.N)